# Xenobot

Xenopus laevis

Els xenobots, anomenats així com una combinació de la paraula robot i del nom de la granota africana amb urpes (Xenopus laevis) les cèl·lules de la qual formen part constitutiva, són formes de vida sintètiques dissenyades per ordinador per desenvolupar tasques concretes, construïts per combinació de teixits biològics diferents. Que els xenobots es puguin considerar robots, organismes, o alguna altra cosa, segueix essent un tema de debat entre científics.

## Xenobots existents
El primer xenobot va ser construït per Douglas Blackiston segons el disseny generat per un programa d'intel·ligència artificial desenvolupat per Sam Kriegman. Josh Bongard a la Universitat de Vermont va anunciar a finals del 2021 que havia creat els primers biobots capaços de replicar-se.

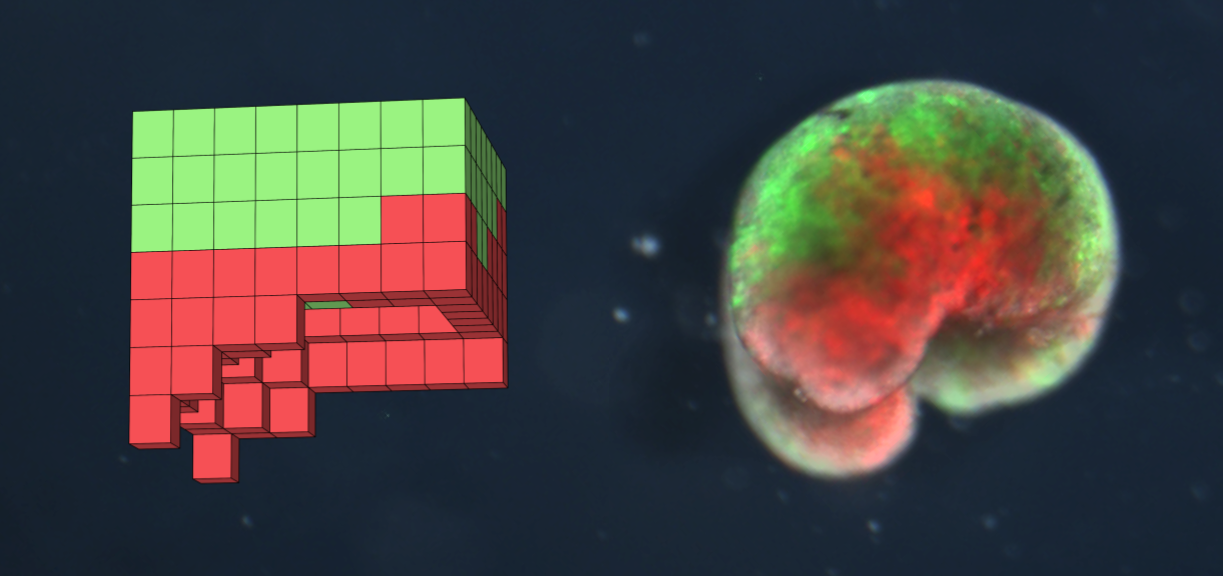
Un xenobot dissenyat per simulació. A l'esquerra es pot observar el disseny obtingut mitjançant simulacions. A la dreta el xenobot a la realitat, fet a partir de teixit biològic (pell de granota, en verd, i múscul cardíac, en vermell).

Els xenobots construïts fins ara fan menys d'un mil·límetre d'ample i es componen de tot just dues variables: cel·les de pell i cel·les de múscul cardíac. Les dues menes deriven de cèl·lules mare recollides d'embrions primerencs (etapa de blàstula) de granota.
Les cel·les de pell proporcionen el suport rígid i les cel·les de cor fan de motors petits, contraient-se i expandint-se per propulsar el xenobot. La forma del cos d'un xenobot i la seva distribució de cèl·lules de cor i pell, es dissenyen en simulació digital per fer una tasca concreta, emprant un procés de prova i error (algorisme evolutiu).
Hi ha xenobots dissenyats per caminar, nedar, prémer pilotetes, dur càrregues, i treballar en grup per agregar les restes escampades a la superfície de la seva plaça en munts endreçats.
Poden sobreviure durant setmanes sense nutrients i es poden auto-guarir després de patir laceracions.
S'han incorporat altres classes de motors i sensors als xenobots. En comptes de múscul cardíac, els xenobots poden desenvolupar trossos de cilis i utilitzar-los com a rems petits per nedar. Tanmateix, en un xenobot amb cília, la locomoció és menys controlable que amb un conduït per batecs. També es pot introduir una molècula d'ARN als xenobots per donar-los record molecular: si s'exposen a una mena concreta de llum durant la conducta, ells resplendeixen en un color pre-descrit al mirar-los en un microscopi de fluorescència.
Els xenobots es poden també auto-replicar. Els xenobots poden recollir cèl·lules soltes dels seus i incorporar-los com a nou xenobots amb les mateixes capacitats.

## Aplicacions potencials
Actualment, els xenobots són principalment usats com a eina científica per entendre com cooperen les cèl·lules per construir ens complexos durant la morfogènesi. Tanmateix, la conducta i la biocompatibilitat dels xenobots actuals suggereix diverses aplicacions potencials que poden tenir en el futur.